# Pardachirus hedleyi
Pardachirus hedleyi is een  straalvinnige vissensoort uit de familie van eigenlijke tongen (Soleidae). De wetenschappelijke naam van de soort is voor het eerst geldig gepubliceerd in 1916 door Ogilby.